# نرکین شورژا
نرکین شورژا (به ارمنی: Ներքին Շորժա) یک شهر در ارمنستان است که در استان گغارکونیک واقع شده‌است. نرکین شورژا در ۸۳ کیلومتری جنوب شرق گاوار، مرکز استان گغارکونیک واقع شده‌است.

## خصوصیات
نرکین شورژا ۴۴ نفر جمعیت دارد و در ارتفاع ۲۲۶۰ متر بالاتر از سطح دریا قرار گرفته‌است.
| سال   | ۱۸۳۱ | ۱۸۹۷ | ۱۹۲۶ | ۱۹۳۹ | ۱۹۵۹ | ۱۹۷۰ | ۱۹۷۹ | ۲۰۰۱ | ۲۰۰۴ |
| جمعیت | ۷۵   | ۵۸۴  | ۴۹۷  | ۷۶۴  | ۶۳۴  | ۹۳۲  | ۱۰۴۵ | ۴۴   | ۸۶   |